# Port Costa, Kalifornien

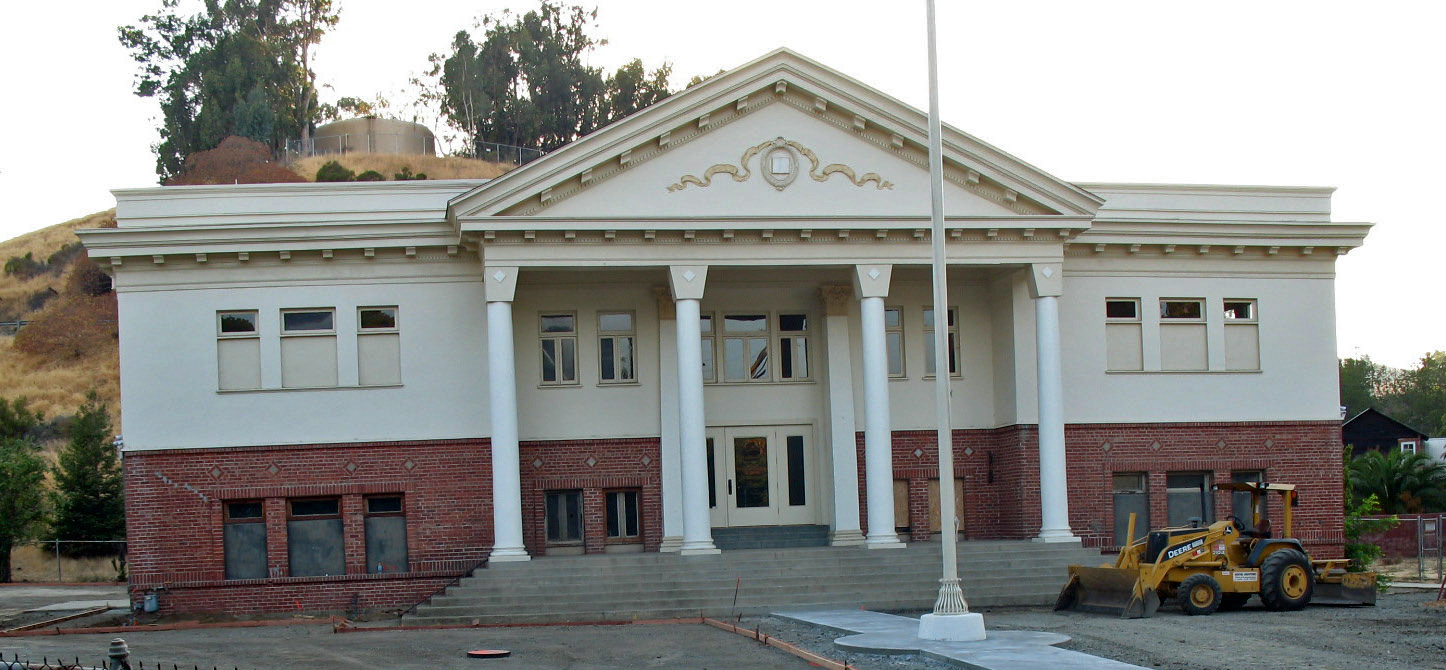
Port Costas nyklassicistiska skolbyggnad från början av 1900-talet, idag upptagen i National Register of Historic Places.

Port Costa är en ort (census-designated place) i Contra Costa County i västra Kalifornien, med 190 invånare vid 2010 års federala folkräkning.

## Geografi
Port Costa är beläget vid södra sidan av Carquinezsundet där Sacramento River och San Joaquin River har sitt gemensamma utlopp i San Francisco Bay.

## Historia
Orten grundades 1879 som ett färjeläge för en järnvägsfärja, för Central Pacific Railroads del av den transamerikanska järnvägen. Här korsade tågen Carquinezsundet från Benicia och anslöt till den västligaste järnvägssträckan mot Oakland. Det första postkontoret öppnades 1881. Orten blev senare även en betydande hamn för utskeppning av vete från Kalifornien.
I samband med att veteexporten minskade och att en ny järnvägsbro uppfördes 1930 vid Martinez kom orten att förlora sin betydelse som hamn. Sedan 1960-talet är Port Costa mest känt för sina antikhandlare och som samlingsplats för MC-entusiaster.